# 切梅林齊
49°39′47″N 24°46′54″E / 49.66306°N 24.78167°E

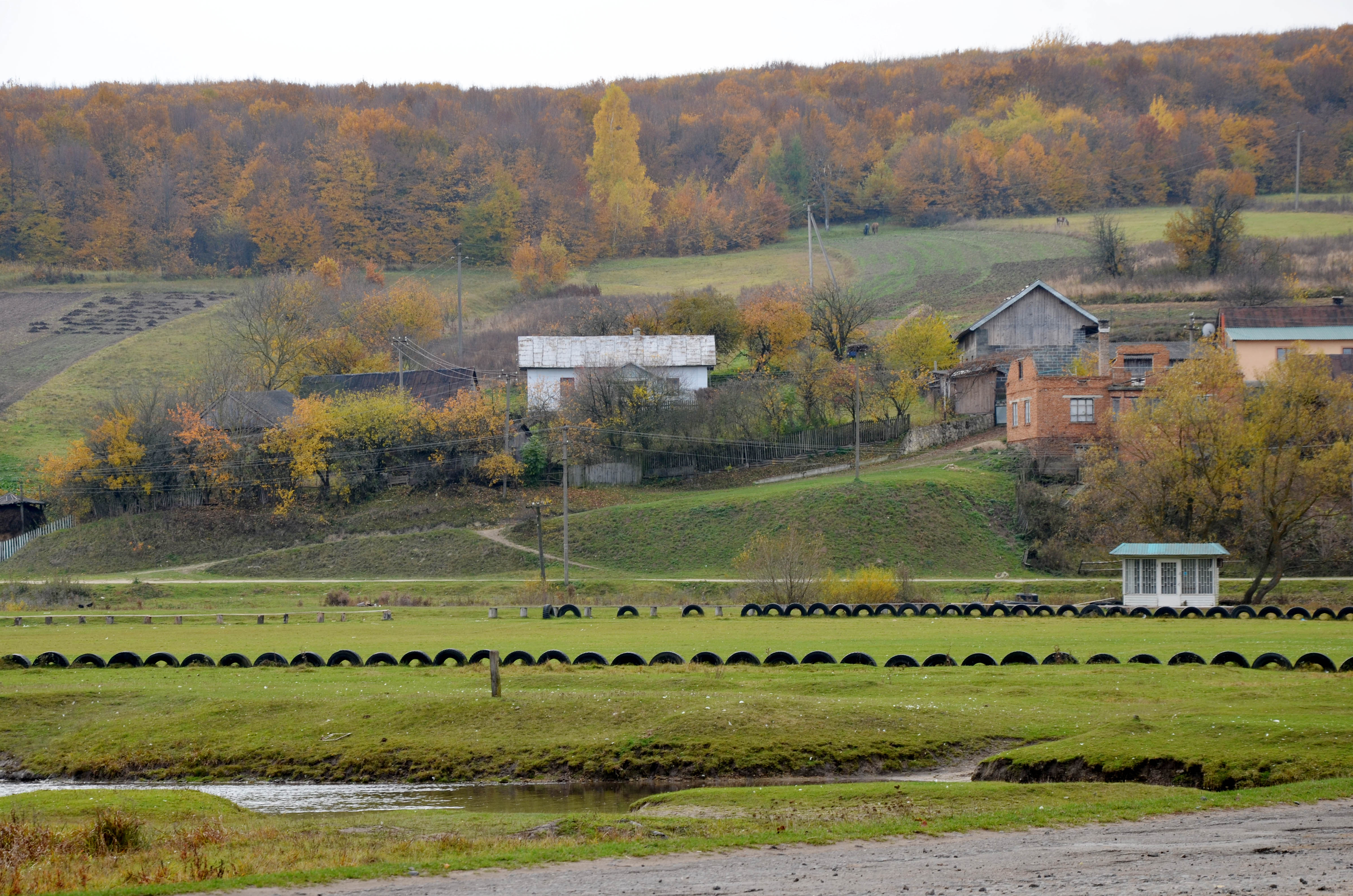

切梅林齊（烏克蘭語：Чемеринці），是烏克蘭西部的村莊，隸屬利維夫州的利維夫區。該村面積5.29平方公里，海拔高度324米，人口700，人口密度每平方公里140.45人。